# Again My Life
Again My Life (en hangul, 어게인 마이 라이프; romanización revisada, Eogein Mai Laipeu), es una serie de televisión surcoreana transmitida desde el 8 de abril de 2022 a través de SBS TV.
La serie se basa en la novela web "Again My Life" de Lee Hae-nal, publicada del 13 de mayo de 2016 al 10 de noviembre de 2017 en KakaoPage, la cual también fue lanzada como webtoon.

## Sinopsis
Kim Hee-woo, es un joven fiscal que es asesinado injustamente mientras intenta acabar con un poderoso político corrupto y jefe criminal, pero que pronto obtiene una segunda oportunidad cuando revive y persigue a las fuerzas malignas y corruptas que le quitaron la vida.

## Reparto

### Personajes principales
- Lee Joon-gi como Kim Hee-woo, es un fiscal resiliente y decidido.[5][6]
- Lee Geung-young como Jo Tae-seob, un político corrupto que dirige su propio cartel del crimen.[7]
- Kim Ji-eun como Kim Hee-ah, es la hija menor del presidente del conglomerado Cheonha Group, así como la directora del Instituto de Investigaciones Económicas de Chunha, quien tiene un amplio conocimiento y agallas naturales. Es una defensora y aliada de Kim Hee-woo.[8][9]
- Jung Sang-hoon como Lee Min-soo, un abogado y mejor amigo de Kim Hee-woo.[10]

### Personajes secundarios

#### Aliados de Hee-woo
- Kim Ji-eun como Kim Hee-ah, la hija menor del presidente del conglomerado Cheonha Group, es considerada como la "oveja negra" de su familia. Es una estudiante inteligente y de buen corazón, que más tarde se convierte en amiga de Hee-woo.[11]
- Jung Sang-hoon como Lee Min-soo, un estudiante de último año de la facultad de derecho y amigo de Hee-woo. Fue ex estudiante de medicina que primero se transfirió a las artes, luego a la música y finalmente a la facultad de derecho.[12]
- Lee Soon-jae como Woo Yong-soo, un hombre de negocios rico que asesora a Hee-woo sobre inversiones inmobiliarias.[13][14]
- Kim Jae-kyung como Kim Han-mi, una reportera que ha vivido una vida escondida en las sombras desde que era niña por ser la hija ilegítima de Kim Seok-hoon. A través de su trabajo como reportera ayuda a Hee-woo a luchar contra los funcionarios corruptos.[15]
- Hong Bi-ra como Kim Gyu-ri, una fiscal que asistió a la misma escuela secundaria que Kim Hee-woo, así como una de sus aliadas.[16]
- Ji Chan como Park Sang-man, un estudiante de economía de la Universidad de Hankuk que luego se convierte en el asistente y aliado de Hee-woo.
- Joo Woo como Kang Sung-jae.
- Kim Do-kyung como Moon Sung-hwan, un amigo de Hee-woo y desarrollador de aplicaciones (Ep. 3-4).
- Choi Min-sung como Lee Yeon-seok, un ayudante de Hee-woo.

#### Aliados de Tae-seob
- Hyun Woo-sung como "Doctor K", un asesino a sueldo que ayuda a Tae-seob a matar a cualquier persona que se interponga en su camino.
- Kim Jin-woo como Choi Kang-jin, un corrupto fiscal.
- Kim Hyung-mook como Jang Il-hyun, un corrupto fiscal.
- Choi Kwang-il como Kim Seok-hoon, un corrupto fiscal en jefe.
- Kim Young-hoon como Kim Jin-woo, un socio de Tae-seob.
- Hyun Bong-sik como Park Dae-ho, un banquero que ayuda a Tae-seob a administrar sus fondos de corrupción.
- Kim Byung-soon como corrupto un asambleísta del partido Minguk relacionado con Tae-seob.

#### Familiares
- Park Chul-min como Kim Chan-sung, el padre de Hee-woo, quien originalmente murió en un accidente automovilístico sin resolver hace quince años.
- Kim Hee-jung como Lee Mi-ok, la madre de Hee-woo, quien originalmente murió en un accidente automovilístico sin resolver hace quince años.
- Han Ki-chan como Kim Young-il, el hijo de Kim Seok-hoon (Ep. 3).
- Jeon Gook-hwan como Kim Geon-young, el presidente del conglomerado Cheonha Group y padre de Kim Hee-ah.
- Sung No-jin como el padre de Park Sang-man (Ep. 5).

### Otros personajes
- Jo Sung-won como Park Jin-hyeok, el guardaespaldas de Kim Hee-ah.
- Cha Joo-young como Han Ji-hyun, la secretaria de Tae-seob. En realidad, es una Parca que, tras la muerte de Hee-woo ayuda a resucitarlo y lo envía de regreso a quince años de su pasado para tener una segunda oportunidad y finalmente llevar a Tae-seob ante la justicia de una vez por todas.[17]
- Yoo Dong-geun como Hwang Jin-yong, un congresista íntegro e incorruptible que es el enemigo político de Tae-seob.
- Lee Kyeong-min como Koo Seung-hyuk, un fiscal.
- Kim Chul-ki como Jeon Seok-gyu, un fiscal.
- Na In-gyu como Oh Min-guk.
- Yoo Sun-ho como un testigo (Ep. 1).
- Park Woo-jun como un gángster (Ep. 1).
- Won Mi-won como una vendedora del metro (Ep. 1).
- Park Jae-wan como un miembro del personal del CEO (Ep. 1).
- Lee Jae-woo como Kang Min-seok, un abogado del bufete KMS (Ep. 2).
- Kim Shi-heon como un abogado del bufete KMS (Ep. 2).
- Lee Jae-woo como Kang Min-suk, un abogado representante del bufete KMS, quien escucha sin ignorar a sus impotentes clientes. Es un hombre íntegro y justo. Es hermano del profesor de secundaria de Hee-woo (Ep. 2-3).[18]
- Yoo Soon-woong como Min Byung-sun, un profesor de la Universidad Hankuk (Ep. 2-3).
- Yoo Soon-woong como Park Seung-wan, un estudiante de la Universidad Hankuk (Ep. 2-3).
- Park Gi-seon como un juez (Ep. 3).
- Lee Dong-kyu como un presentador (Ep. 3).
- Kim Mi-ra como la arrendataria de Woo Yong-soo (Ep. 3).
- Kim Dae-myung como un empleado de DH Money (Ep. 3).
- Lee Ja-eun como Lee Seon-young (Ep. 5).
- Lee Sol-gu como Moon Goo-joon, el jefe de una pandilla (Ep. 5).
- Lee Tae-hyung como un asambleísta (Ep. 5).
- Son In-yong como un investigador (Ep. 5).
- Kim Se-dong como Kang Man-chul (Ep. 5).
- Im Ho-joon como Hong In-pyo (Ep. 5).
- Joo Sae-byuk como Do A-jin (Ep. 5-6).
- Lee Sung-woo como un miembro de la pandilla Yuchae (Ep. 5-6).
- Lee Seung-hun como el alcalde de Gimsan (Ep. 5-6).
- Byun Joo-hyun como el jefe de la policía de Gimsan (Ep. 5-6).
- Kwon Yong-deok como Choi Hyun-jong, el guardia de la sala de juegos (Ep. 5-6).
- Kim Il-woo como Do Chang-soo (Ep. 6).
- Hong Suk-youn como un pescador (Ep. 6).
- Yoon Young-il como un investigador de la fiscalía.
- Choi Dong-goo como un amigo de Im Jong-il.
- Jung Dae-ro como un amigo de Im Jong-il.
- Yoo Si-a como una maestra de la academia No. 1.
- Moon Jung-dae como el director de la academia No. 1.
- Lee Ji-hyun como la jefa de departamento del bufete de abogados KMX.
- Kim Young-jo como Ji Seong-ho, un fiscal.
- Han Dam-hee.[19]

### Apariciones especiales
- Ryu Jin como Heo Jae-geun, un corrupto CEO relacionado con Tae-seob (Ep. 1).

## Episodios
Su estreno fue el 8 de abril de 2022, los episodios se emiten todos los viernes y sábados a las 22:00 (KST) a través de la SBS TV.

### Índice de audiencia
Los números en azul indican el porfentaje de audiencia más alto, mientras que los números en rojo índican los más bajos.
| Episodio | Fecha de emisión    | Participación promedio de audiencia | Participación promedio de audiencia | Participación promedio de audiencia |
| Episodio | Fecha de emisión    | Nielsen Korea                       | Nielsen Korea                       | TNmS                                |
| Episodio | Fecha de emisión    | Nacional                            | Seúl                                | Nacional                            |
| -------- | ------------------- | ----------------------------------- | ----------------------------------- | ----------------------------------- |
| 1        | 8 de abril de 2022  | 5.8% (10.ª)                         | 6.0% (9.ª)                          | N/A                                 |
| 2        | 9 de abril de 2022  | 6.4% (6.ª)                          | 6.8% (4.ª)                          | N/A                                 |
| 3        | 15 de abril de 2022 | 8.1% (5.ª)                          | 8.5% (4.ª)                          | 6.3% (9.ª)                          |
| 4        | 16 de abril de 2022 | 7.0% (4.ª)                          | 7.0% (4.ª)                          | 6.4% (4.ª)                          |
| 5        | 22 de abril de 2022 | 9.7% (4.ª)                          | 10.0% (3.ª)                         | 7.8% (5.ª)                          |
| 6        | 23 de abril de 2022 | 8.5% (4.ª)                          | 8.4% (3.ª)                          | 7.7% (3.ª)                          |
| 7        | 29 de abril de 2022 |                                     |                                     |                                     |
| 8        | 30 de abril de 2022 |                                     |                                     |                                     |
| 9        | 6 de mayo de 2022   |                                     |                                     |                                     |
| 10       | 7 de mayo de 2022   |                                     |                                     |                                     |
| 11       | 13 de mayo de 2022  |                                     |                                     |                                     |
| 12       | 14 de mayo de 2022  |                                     |                                     |                                     |
| 13       | 20 de mayo de 2022  |                                     |                                     |                                     |
| 14       | 21 de mayo de 2022  |                                     |                                     |                                     |
| 15       | 27 de mayo de 2022  |                                     |                                     |                                     |
| 16       | 28 de mayo de 2022  |                                     |                                     |                                     |
| Promedio | Promedio            | —                                   | —                                   | —                                   |

## Banda sonora
El OST de la serie está conformado por las siguientes canciones:

### Parte 1
| N.º | Intérprete   | Canción                        | Letra                              | Música                     | Duración |
| --- | ------------ | ------------------------------ | ---------------------------------- | -------------------------- | -------- |
| 1   | Yoon Do-hyun | "What the Ggang" (무슨 깡으로) | Kim Jong-cheon, Kim Ye-il y Kissxs | Kim Jong-cheon y Kim Ye-il | 3:00     |
| 2   |              | "What the Ggang" (Inst.)       | -                                  | Kim Jong-cheon y Kim Ye-il | 3:00     |

### Parte 2
| N.º | Intérprete     | Canción               | Letra                 | Música                | Duración |
| --- | -------------- | --------------------- | --------------------- | --------------------- | -------- |
| 1   | Son Seung-yeon | "Bring It On"         | Kinzium y Park Da-eun | Kinzium y Park Da-eun | 3:17     |
| 2   |                | "Bring It On" (Inst.) | -                     | Kinzium y Park Da-eun | 3:17     |

### Parte 3
| N.º | Intérprete   | Canción       | Letra    | Música   | Duración |
| --- | ------------ | ------------- | -------- | -------- | -------- |
| 1   | Park Do-joon | "Bum"         | The Rose | The Rose | 2:45     |
| 2   |              | "Bum" (Inst.) | -        | The Rose | 2:45     |

## Producción
La dirección está a cargo de Han Chul-soo (한철수), quien cuenta con el apoyo de los guionistas J (제이) y Kim Yool. La serie también cuenta con el apoyo de las compañías de producción Samhwa Networks y Kross Pictures.
Originalmente el actor Lee Kyu-han se había unido al proyecto, sin embargo el 5 de noviembre de 2021, se anunció que había decidido dejar la serie por motivos personales. Más tarde, el 10 de noviembre, se confirmó que el actor Jung Sang-hoon lo reemplazaría.
En marzo de 2022 la SBS reveló un video, así como imágenes oficiales de la primera lectura del guion.

### Filmación
El 31 de diciembre de 2021, se informó que el 25 de diciembre, uno de los actores secundarios había dado positivo por COVID-19, por lo que las filmaciones se había detenido ese día, mientras todos los miembros del elenco y el personal de producción eran examinados. Después de corroborar que no hubieran casos confirmados adicionales, las filmaciones se reanudaron al día siguiente.
El 4 de marzo de 2022 la agencia de la actriz Kim Ji-eun anunció que había dado positivo para COVID-19 el 27 de febrero de mismo año.
El 18 de abril del mismo año, la agencia Namoo Actors anunció que el actor Lee Joon-gi había dado positivo para COVID-19, por lo que se habían detenido las grabaciones como medida de prevención.

### Recepción
El 12 de abril de 2022, Good Data Corporation compartió su nueva clasificación de los dramas y miembros del elenco que generaron más revuelo durante la semana. Las listas se compilaron a partir del análisis de artículos de noticias, publicaciones de blogs, comunidades en línea, videos y publicaciones en redes sociales sobre los dramas que están actualmente al aire o que saldrán al aire próximamente. La serie obtuvo el puesto número 3 en la lista de dramas, más comentados de la semana. Mientras que el actor Lee Joon-gi ocupó el puesto número 3 dentro de los diez miembros del elenco más comentados de la semana.
El 19 de abril de 2022, Good Data Corporation compartió su nueva clasificación de los dramas y miembros del elenco que generaron más revuelo durante la semana. Las listas se compilaron a partir del análisis de artículos de noticias, publicaciones de blogs, comunidades en línea, videos y publicaciones en redes sociales sobre los dramas que están actualmente al aire o que saldrán al aire próximamente. La serie obtuvo nuevamente el puesto número 3 en la lista de dramas, más comentados de la semana. Mientras que el actor Lee Joon-gi también ocupó nuevamente el puesto número 3 dentro de los diez miembros del elenco más comentados de la semana.
El 26 de abril de 2022, Good Data Corporation compartió su nueva clasificación de los dramas y miembros del elenco que generaron más revuelo durante la semana. Las listas se compilaron a partir del análisis de artículos de noticias, publicaciones de blogs, comunidades en línea, videos y publicaciones en redes sociales sobre los dramas que están actualmente al aire o que saldrán al aire próximamente. La serie obtuvo el puesto número 4 en la lista de dramas, más comentados de la semana. Mientras que el actor Lee Joon-gi ocupó el puesto número 1 dentro de los diez miembros del elenco más comentados de la semana.